# Sonnenfinsternis vom 5. Dezember 2029
Bei der Sonnenfinsternis vom 5. Dezember 2029 handelt es sich um eine partielle Finsternis, die Erde wird also nur vom Halbschatten des Mondes getroffen.
Die Finsternis beginnt im südlichen Pazifik, überstreicht nahezu vollständig die Antarktis und endet im Indischen Ozean. Sie berührt nur wenige Gebiete mit menschlicher Besiedlung und dort werden auch nur geringe Bedeckungsgrade erreicht. In Punta Arenas 5 %, in Ushuaia 7 % und an der Südostküste Südafrikas nur knapp 2 %. Die maximale Bedeckung wird an der Küste von Adélieland erreicht, dort werden 89 % der Sonne vom Mond bedeckt sein.